# Lantechilde
Lantechilde was een van de twee zusters van Clovis I, koning der Franken. Ze leefde in de tweede helft van de vijfde eeuw na Christus. Toen haar broer zich liet dopen in 496, liet zij zich ook bekeren samen met haar zus en 3.000 van Clovis' krijgers.